# Marianne Fredriksson
Marianne Fredriksson (28. marts 1927 i Göteborg – 11. februar 2007 i Österskär udenfor Stockholm) var en kendt svensk forfatter og journalist. 
Fredrikssons i alt 14 romaner, deriblant verdenssuccesen Anna, Hanna och Johanna (1994), er oversat til 47 sprog.